# Aline Archimbaud
Pour les articles homonymes, voir Archimbaud.
Aline Archimbaud, née le 2 novembre 1948 à Belfort (Territoire de Belfort), est une femme politique française. Elle est sénatrice de la Seine-Saint-Denis entre le 1er octobre 2011 et le 1er octobre 2017. Élue sur une liste Europe Écologie Les Verts, elle est depuis membre du parti Écologistes !, rebaptisé Parti écologiste.

## Biographie

### Carrière politique
Aline Archimbaud entre en politique lors des européennes de 1989, elle figure sur la liste écologiste menée par Antoine Waechter mais elle n'est pas élue. Elle entre au Parlement européen en 1992 à la suite du décès de Renée Conan. Lors du renouvellement des eurodéputés en 1994, elle figure en 75e position sur la liste menée par Marie-Anne Isler-Béguin et n'est donc pas reconduite à son poste.
Depuis le 23 janvier 2010, elle est la 9e vice-présidente de la communauté d'agglomération Est Ensemble déléguée à l’Environnement, l'écologie urbaine et aux éco-quartiers.
Elle est en 2e position sur liste d'union de la gauche (PS-EÉLV-PRG) menée par Gilbert Roger pour les sénatoriales de 2011 en Seine-Saint-Denis.
Tout en demeurant membre du groupe parlementaire au Sénat, Aline Archimbaud suspend sa participation à EÉLV en décembre 2014, à la suite de désaccords avec la direction départementale du parti concernant les élections départementales de 2015. En octobre 2015 elle annonce son départ définitif d'EÉLV et son adhésion à Écologistes !. Elle parraine Emmanuel Macron pour l'élection présidentielle de 2017.

### Rapport parlementaire
Sur lettre de mission de Manuel Valls, Aline Archimbaud et la députée socialiste Marie-Anne Chapdelaine ont été conduites, en 2015, à rédiger un rapport sur la prévention des suicides des jeunes Amérindiens en Guyane. Les jeunes Amérindiens se suicident en effet entre dix et vingt fois plus que les jeunes de Métropole.
Ce rapport a été critiqué par Michel Onfray dans son essai Nager avec les piranhas (2017).

### Vie privée
Elle est mariée à Jacques Archimbaud, vice-président de la Commission nationale du débat public. Il fut conseiller auprès de Dominique Voynet puis d'Yves Cochet au ministère de l'Environnement de 1998 à 2002, collaborateur parlementaire de Dominique Voynet au Sénat de 2005 à 2006, puis son directeur de cabinet à la mairie de Montreuil, de 2008 à 2011. En 2012, il est devenu directeur de cabinet par intérim de Cécile Duflot à la région Île-de-France et, enfin, son directeur adjoint de cabinet au ministère de l'Égalité des territoires et du Logement.

## Détail des fonctions et des mandats
Mandats locaux
- 1995-2011 : maire-adjointe de Pantin
- 2010-2016 : vice-présidente de la Communauté d'agglomération Est Ensemble
- Conseillère générale du canton de Pantin-Est de 2014 à 2015.

Mandats parlementaires
- 6 juillet 1992 - 18 juillet 1994 : députée européenne
- 1er octobre 2011 - 1er octobre 2017 : sénatrice de la Seine-Saint-Denis

## Publications
- La nation, l’Europe, le monde, avec Michel Rocard et Félix Damette, éd. de l'Atelier, coll. Perspectives, 1995

## Décorations
- Officier de la Légion d'honneur Elle est faite chevalier le 31 décembre 1999[9], puis est promue officier le 13 juillet 2019[10].